# Armancourt (Oise)
Armancourt ist eine französische Gemeinde mit 531 Einwohnern (Stand: 1. Januar 2022) im Département Oise in der Region Hauts-de-France. Sie gehört zum Arrondissement Compiègne und zum Kanton Compiègne-2. Die Einwohner werden Armancourtois genannt.

## Geographie
Die Gemeinde Armancourt liegt an der Oise, etwa sechs Kilometer südwestlich von Compiègne. Umgeben wird Armancourt von den Nachbargemeinden Jaux im Norden, Lacroix-Saint-Ouen im Osten und Südosten sowie Le Meux im Süden und Westen.

## Bevölkerungsentwicklung
| Jahr                       | 1962 | 1968 | 1975 | 1982 | 1990 | 1999 | 2006 | 2012 | 2021 |
| Einwohner                  | 177  | 159  | 244  | 472  | 501  | 527  | 541  | 558  | 535  |
| Quellen: Cassini und INSEE |      |      |      |      |      |      |      |      |      |

## Sehenswürdigkeiten
- Kirche Notre-Dame, vermutlich um 1410 erbaut, Monument historique seit 1949
- Calvaire

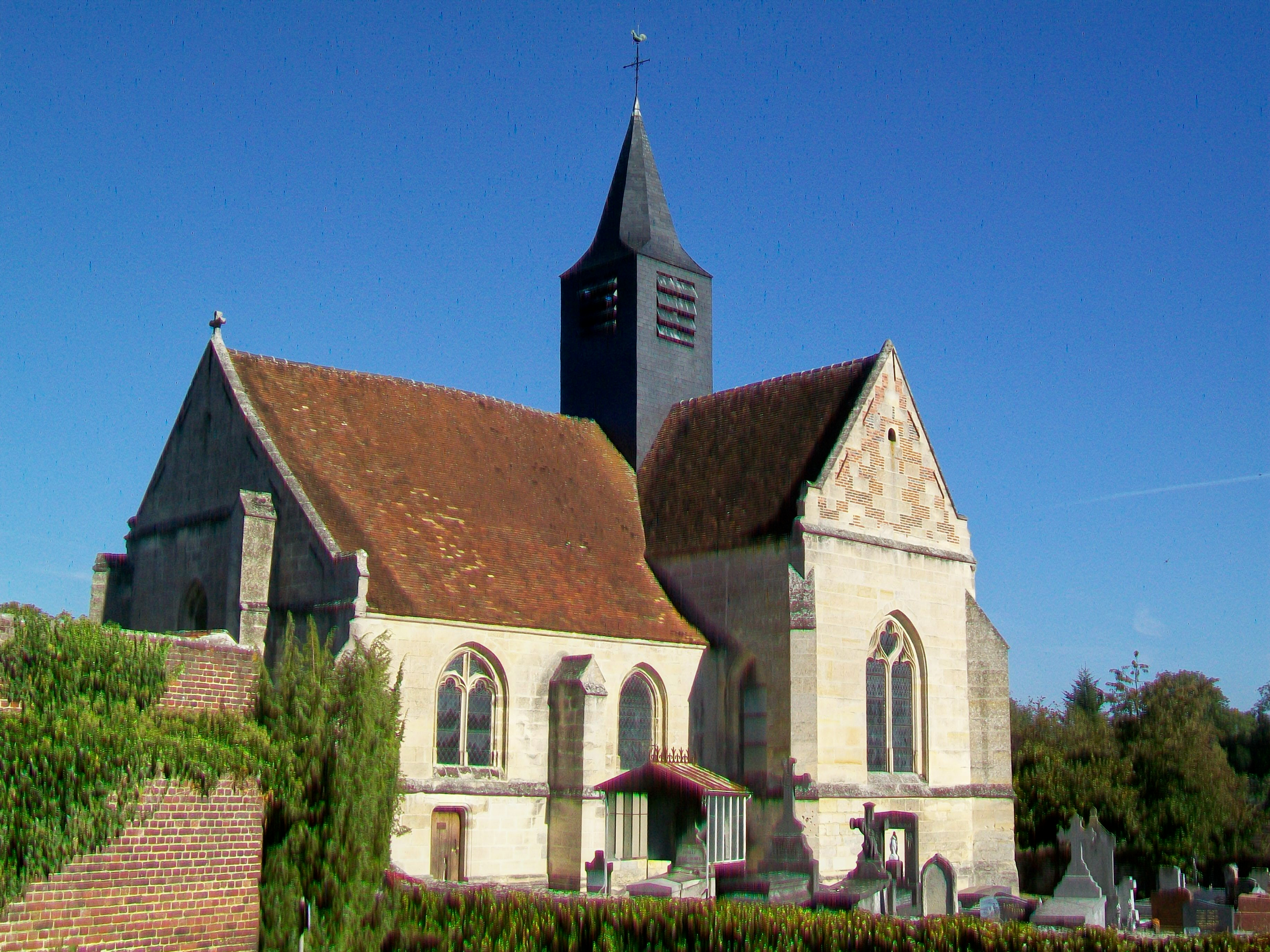
Kirche Notre-Dame
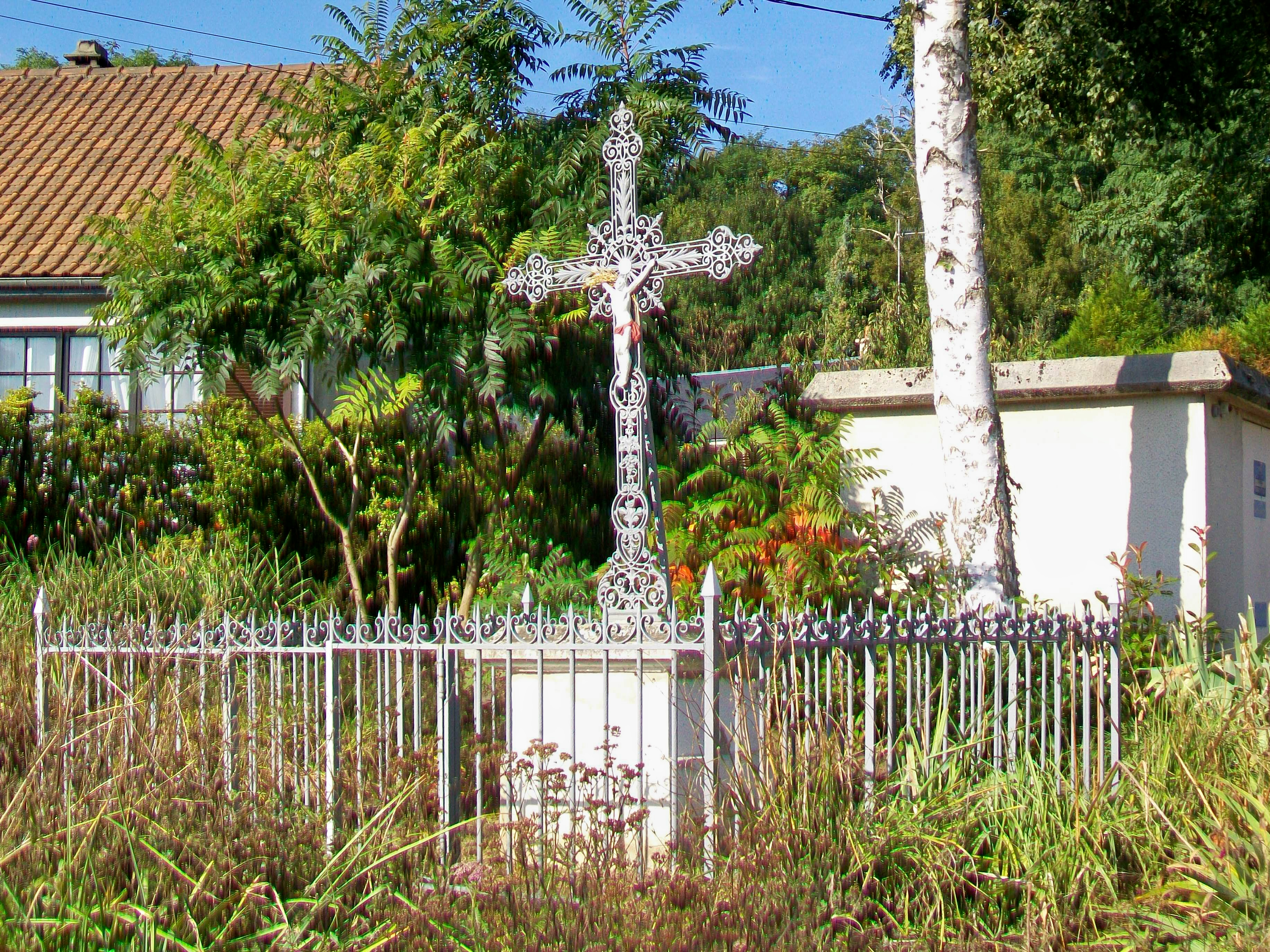
Calvaire
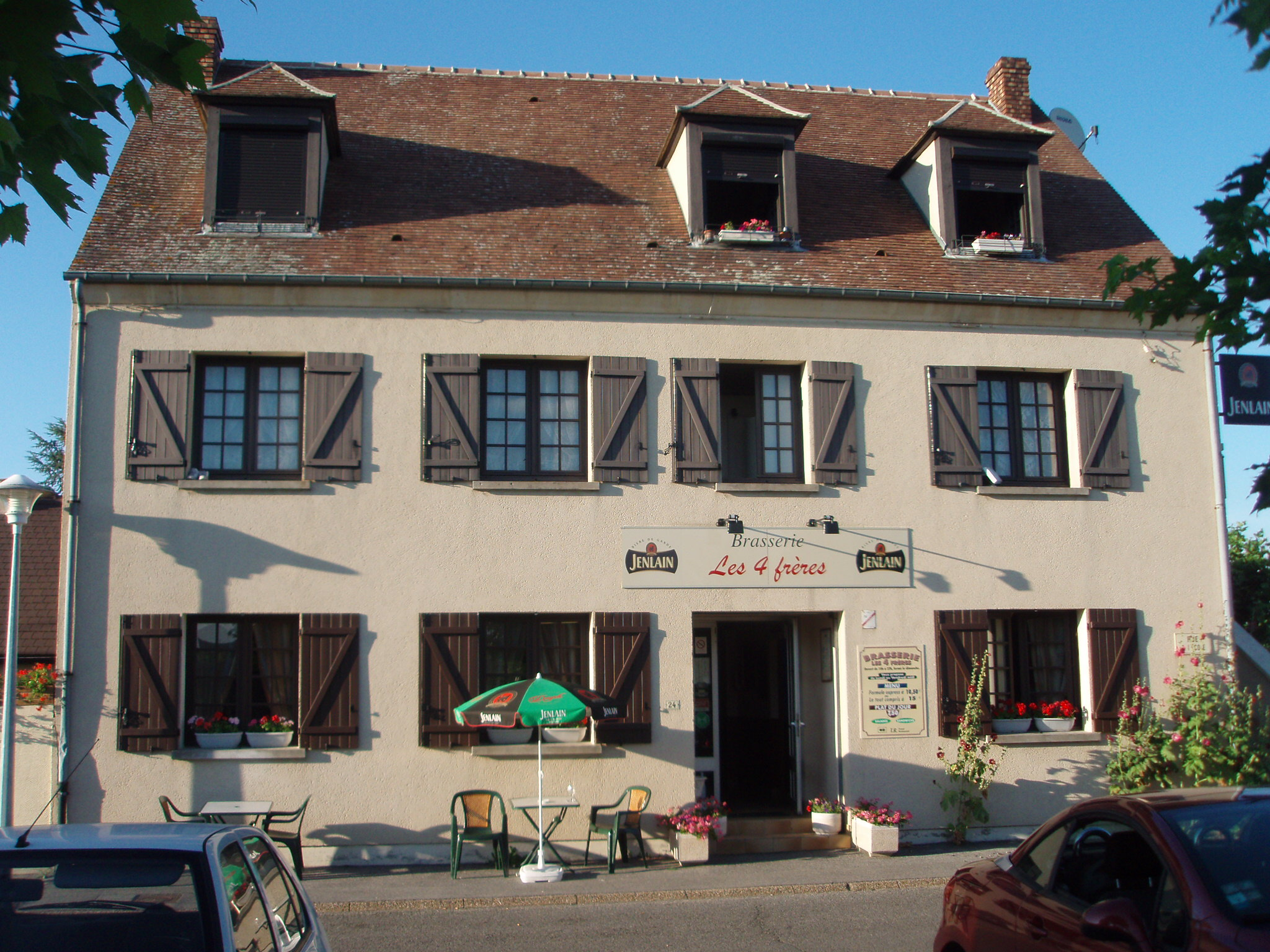
Restaurant und Motel „Brauerei Vier Brüder“
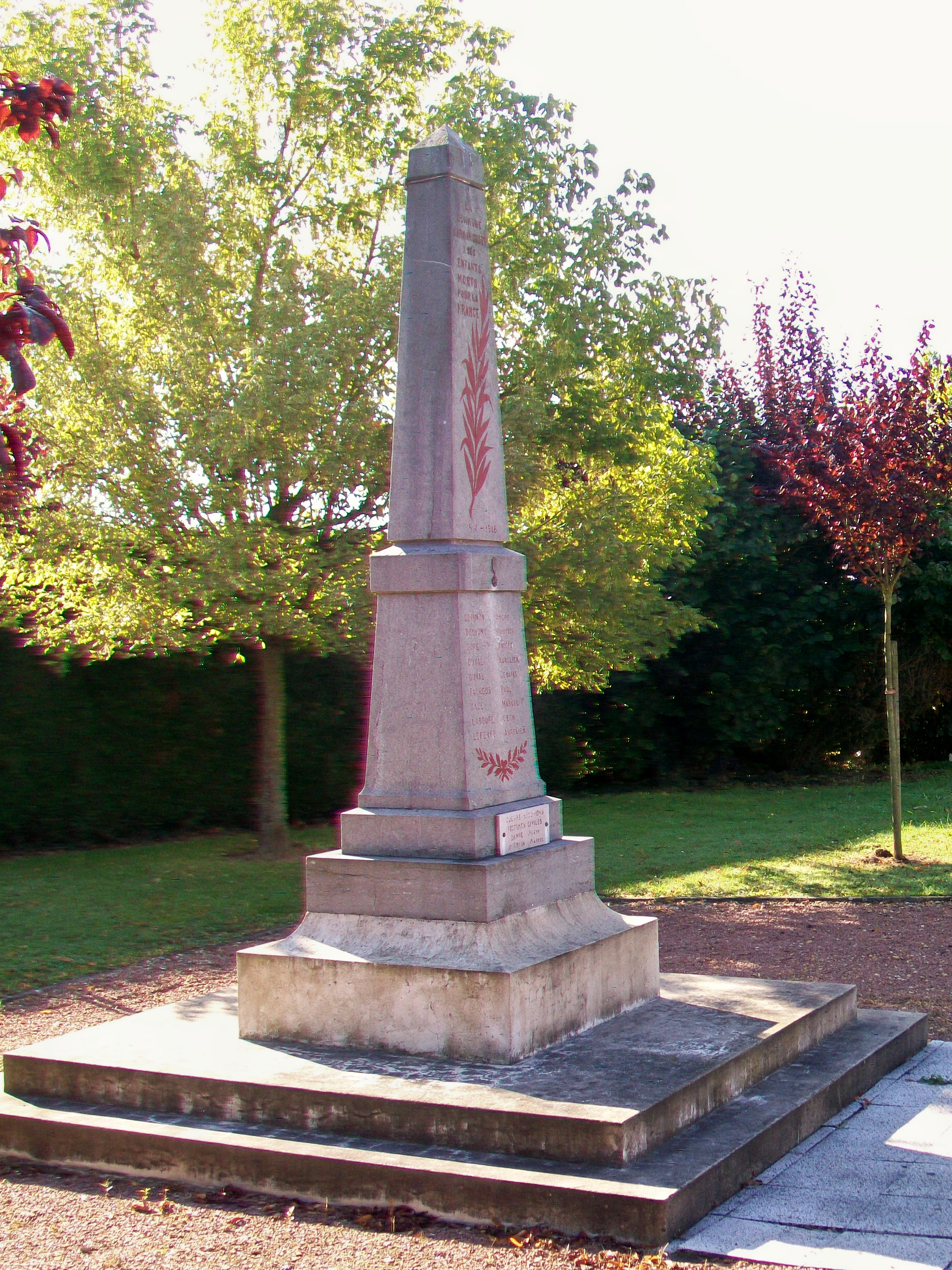
Gefallenendenkmal